# Lazy pod Makytou
Lazy pod Makytou (Hongaars: Láz) is een Slowaakse gemeente in de regio Trenčín, en maakt deel uit van het district Púchov.
Lazy pod Makytou telt 1.344 inwoners.